# Philocheras yaldwyni
Philocheras yaldwyni is een garnalensoort uit de familie van de Crangonidae. De wetenschappelijke naam van de soort is voor het eerst geldig gepubliceerd in 1968 door Zarenkov.